# 御所浦島
御所浦島（ごしょうらじま）は、熊本県天草市に属する天草諸島の島の一つである。

## 概要
八代海に面した有人島であり、2006年までは天草郡御所浦町の所属であった。人口は1,786人（平成27年国勢調査）。
島の最高峰の烏峠の山頂には展望デッキがある。八代海と有明海は日本列島でも屈指の規模を持つ干潟を有しており、御所浦島と牧島もオカミミガイなどの重要な生息地である。
1997年（平成9年）に恐竜の化石が産出したことから「恐竜の島」や「化石の島」として知られ、御所浦白亜紀資料館では付近で産出した恐竜などの化石が展示されており、島の玄関部である御所浦港では、ティラノサウルスの頭部を模したオブジェが来島者を迎える。
毎年2月には、本島と牧島を舞台に「島あじマラソン」が開催される。

## 地理
- 河川：唐木崎川
- 峠：烏峠（烏ヶ峠）

## 交通

### 道路
- 熊本県道333号龍ヶ岳御所浦線

### 乗合バス
町内の移動に御所浦タクシーが運行する乗合バスが利用できる。
- 大浦線
- 江ノ口線
- 田ノ頭線
- 嵐口線

### 海上交通
各港から定期船が就航している。“定期船の詳細”. 2021年1月10日閲覧。
- 三角港（宇城市三角町） - 嵐口港 - 御所浦港 - 横浦港 - 与一ヶ浦港 -棚底港（倉岳町）
- 棚底港 - 与一ヶ浦港 - 横浦港 - 嵐口港 - 御所浦港 - 本渡港（本渡市）
- 本渡港 - 御所浦港 - 水俣港（水俣市）
- 棚底港 - 御所浦港 - 嵐口港 - 与一ヶ浦港 - 横浦港 - 八代港（八代市）
- 御所浦港 - 与一ヶ浦港 - 大道港（上天草市龍ヶ岳町）

そのほか海上タクシーが利用できる。

## 周辺の主な島
- 熊本県
  - 横浦島
  - 楠森島
  - 牧島
  - 竹島
- 鹿児島県
  - 獅子島

## ギャラリー

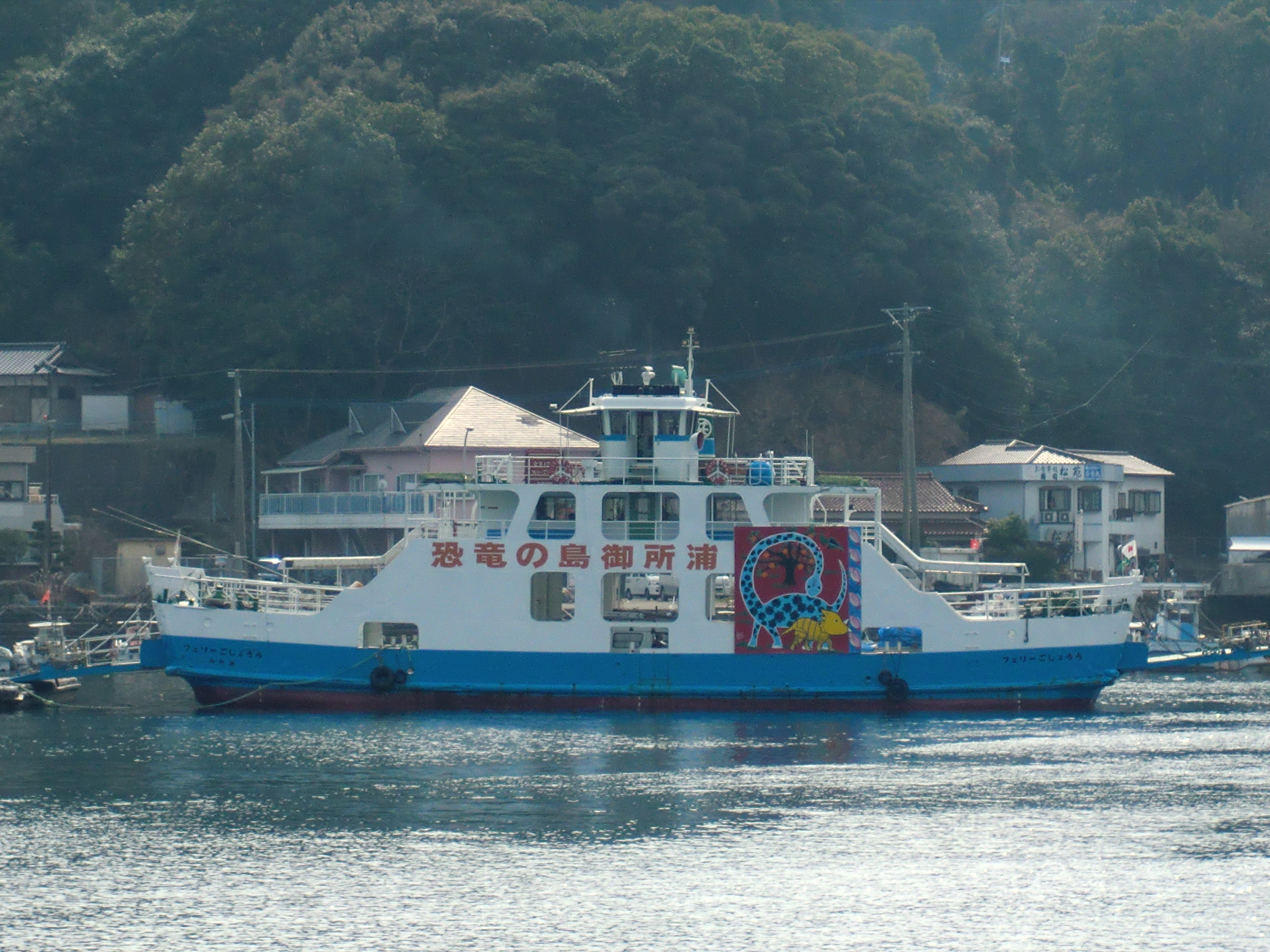
フェリー御所浦と御所浦港（本郷港）
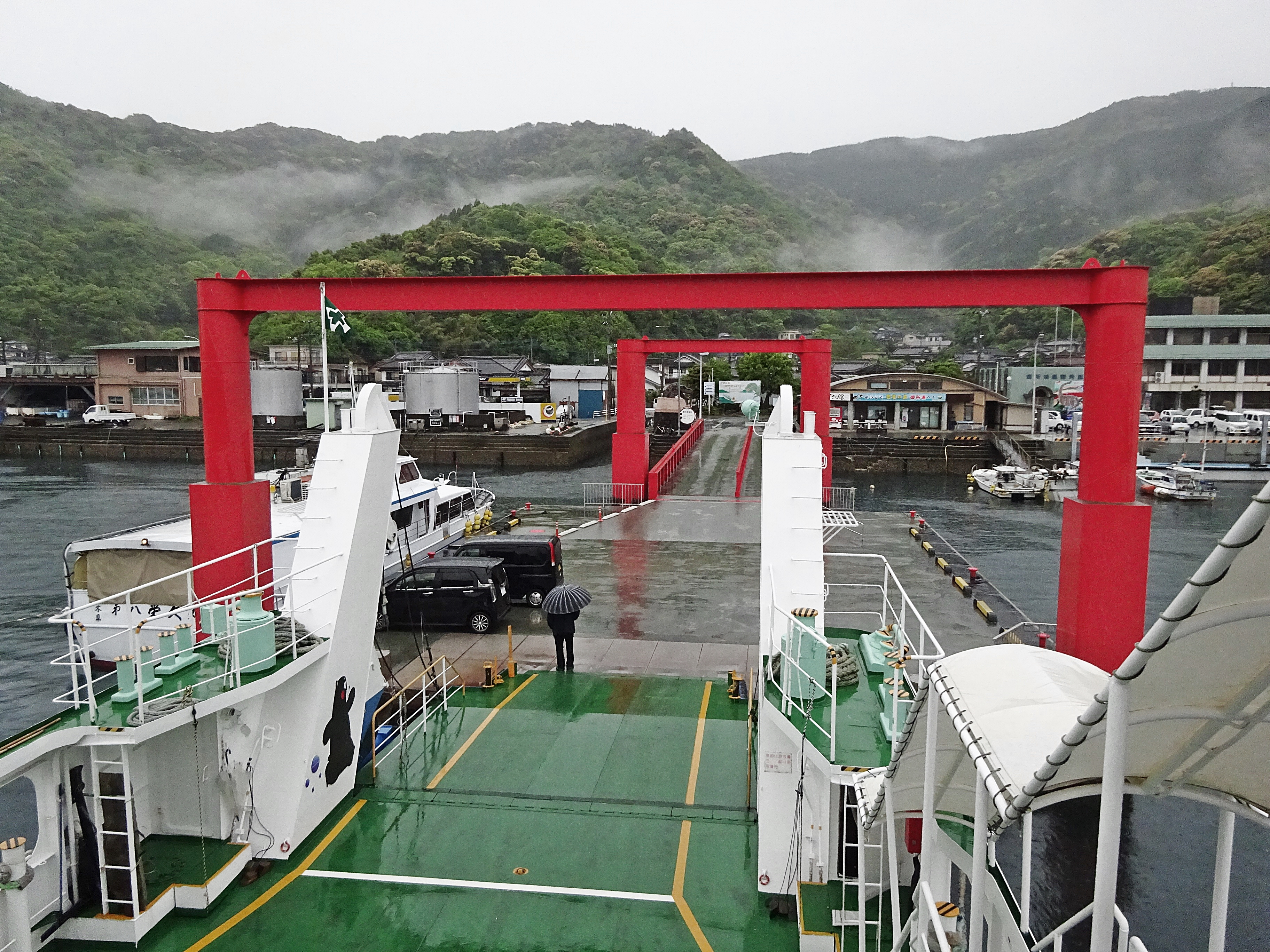
御所浦本郷港桟橋
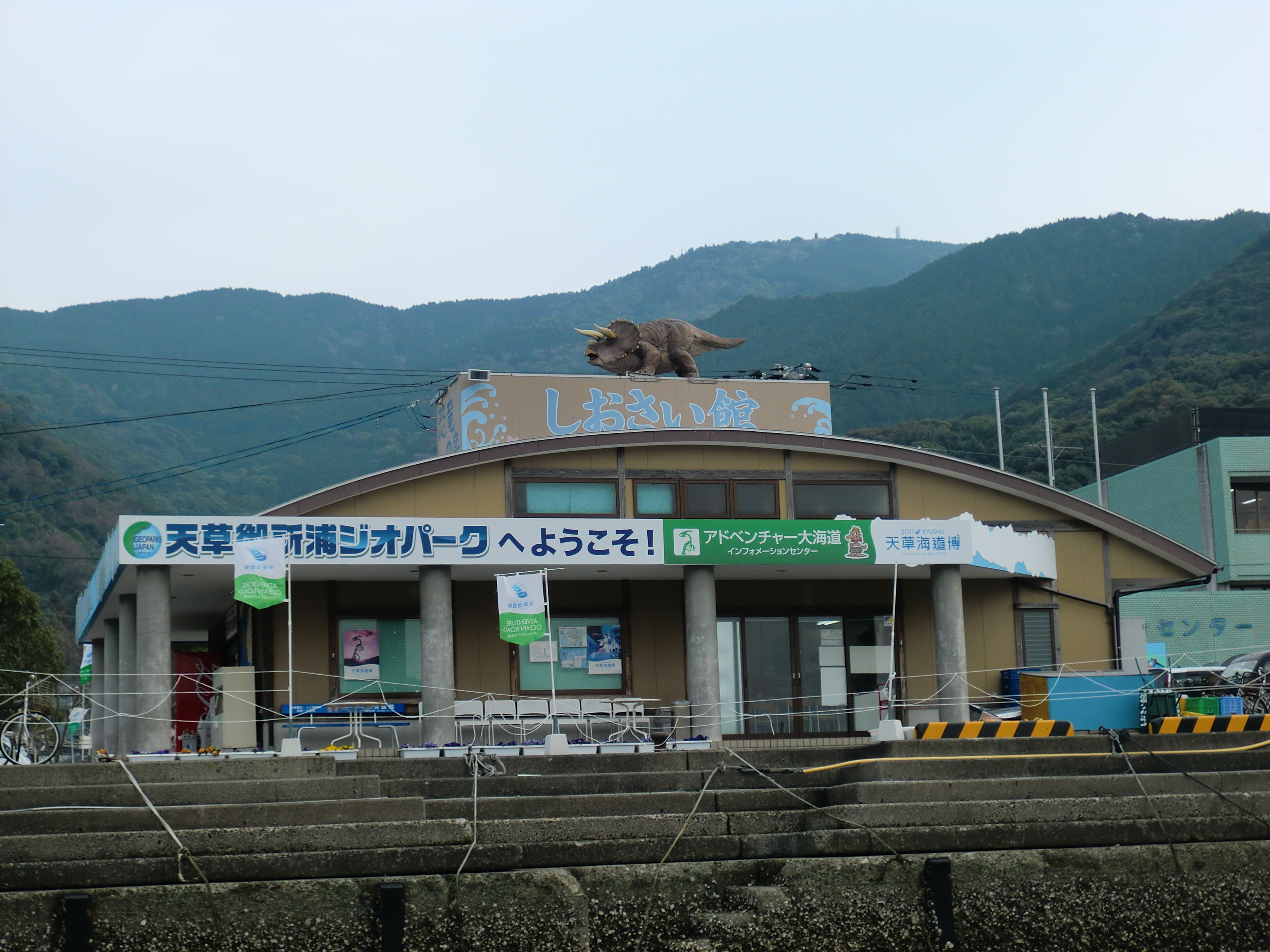
御所浦港そばの御所浦しおさい館
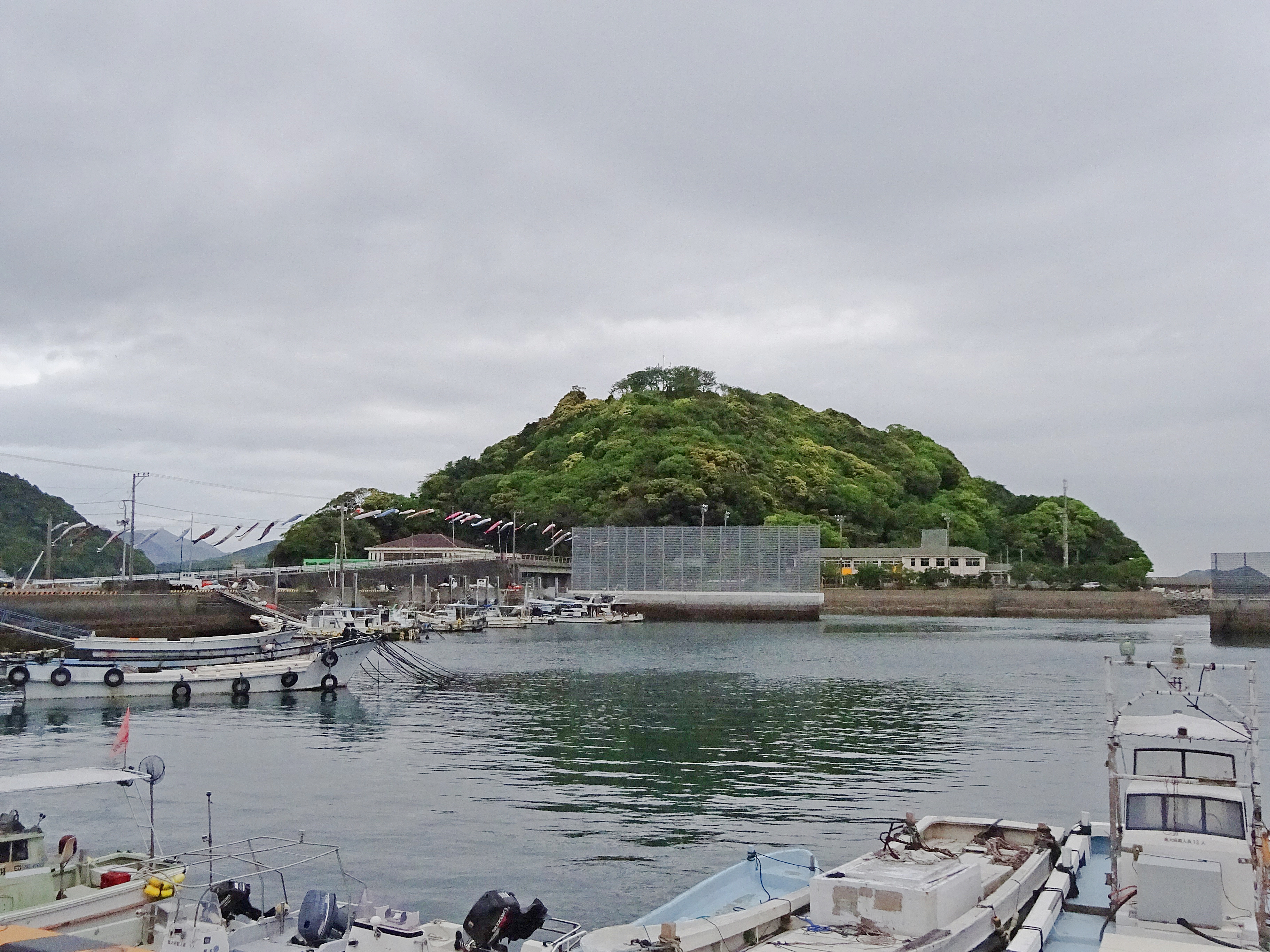
御所浦島の属島「前島」
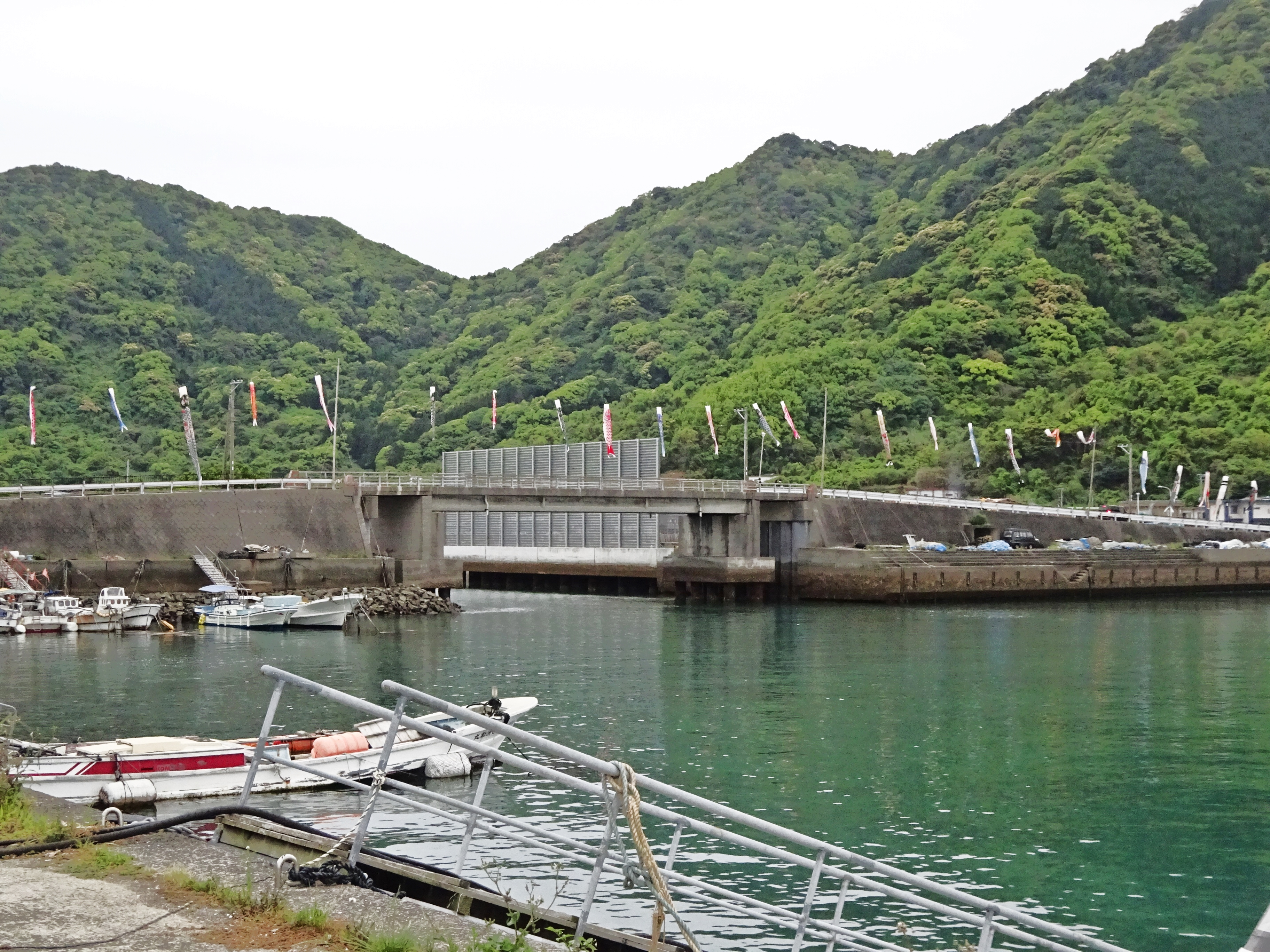
前島橋と鯉のぼり
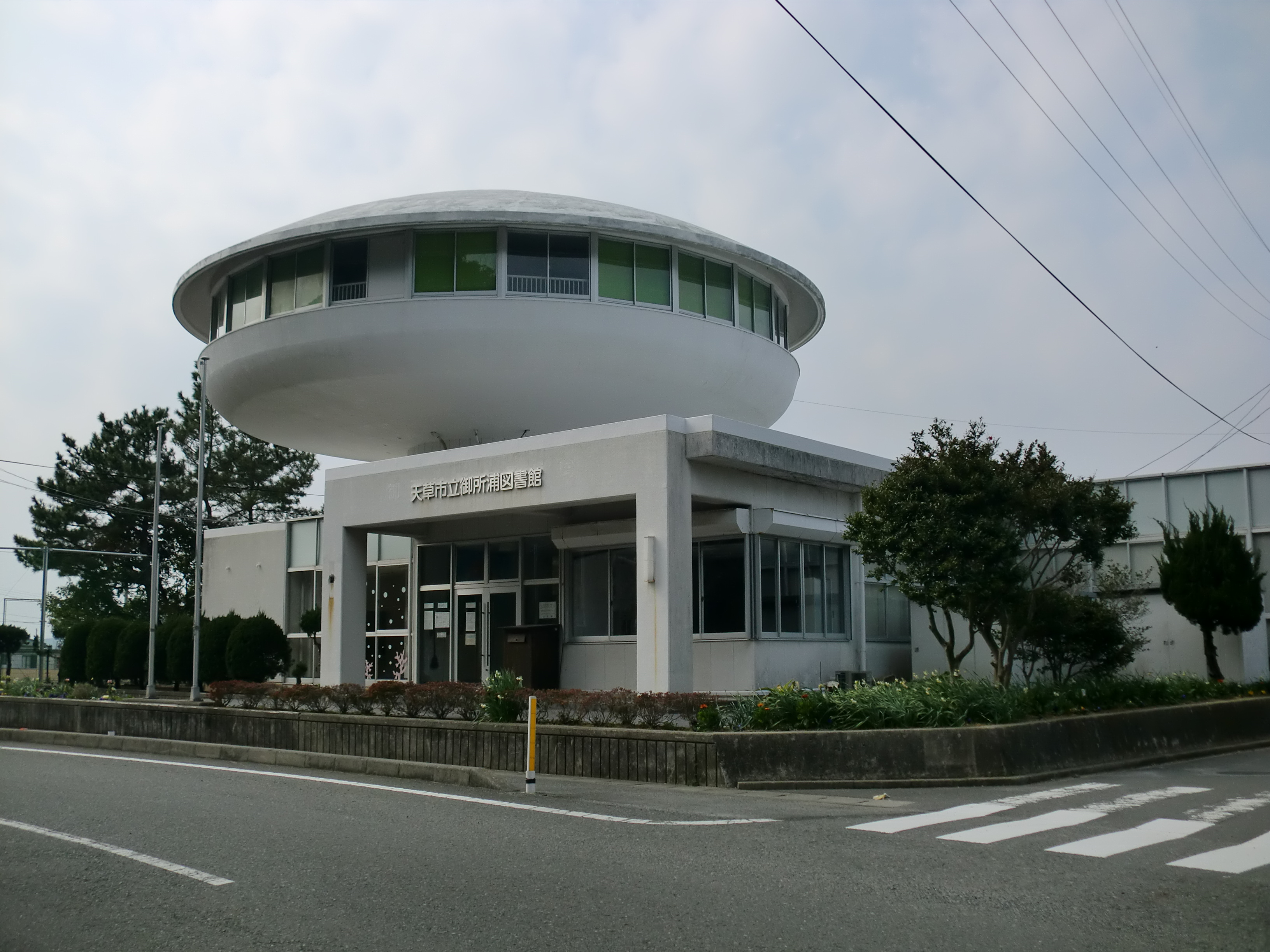
御所浦図書館
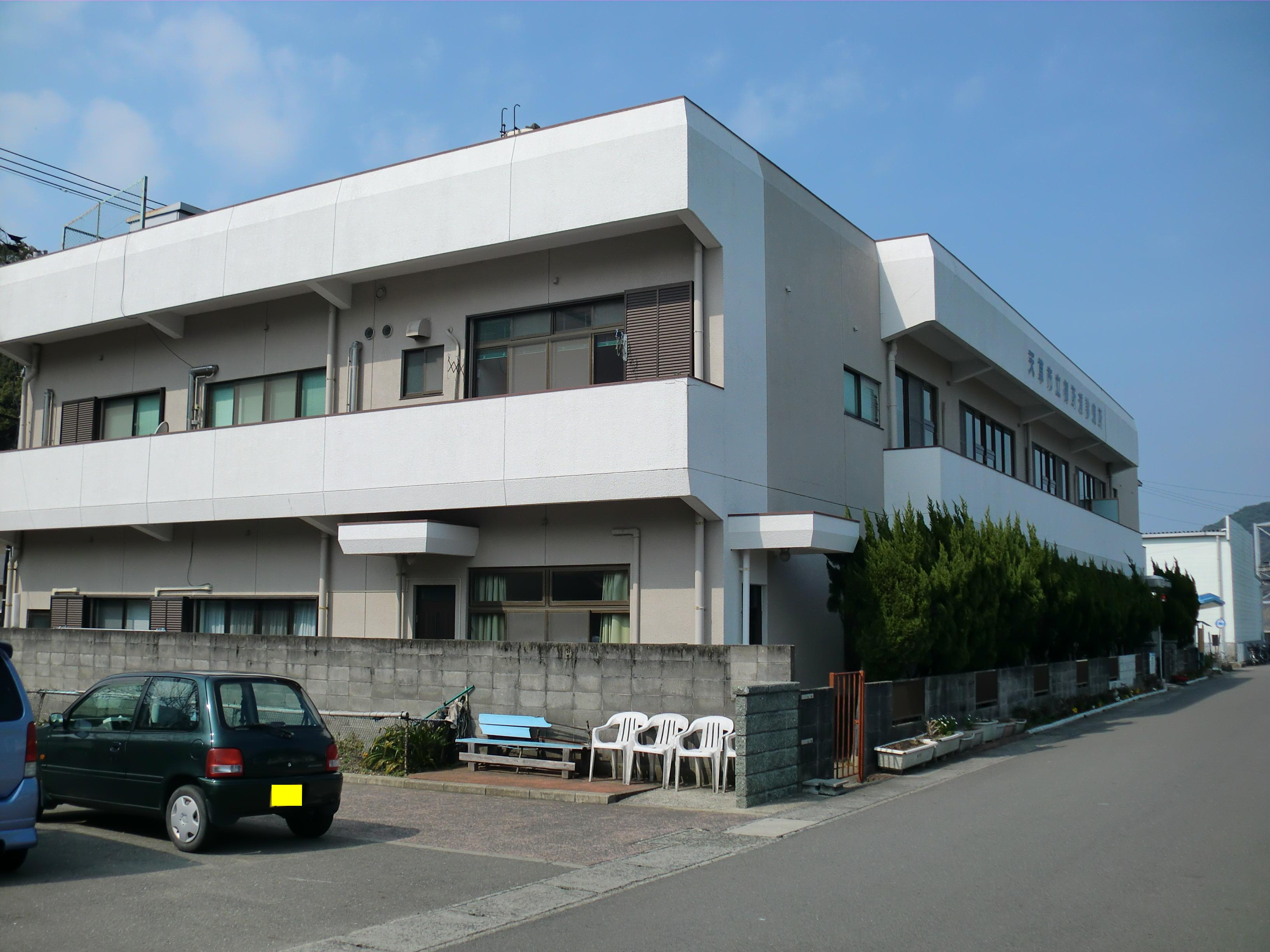
御所浦診療所
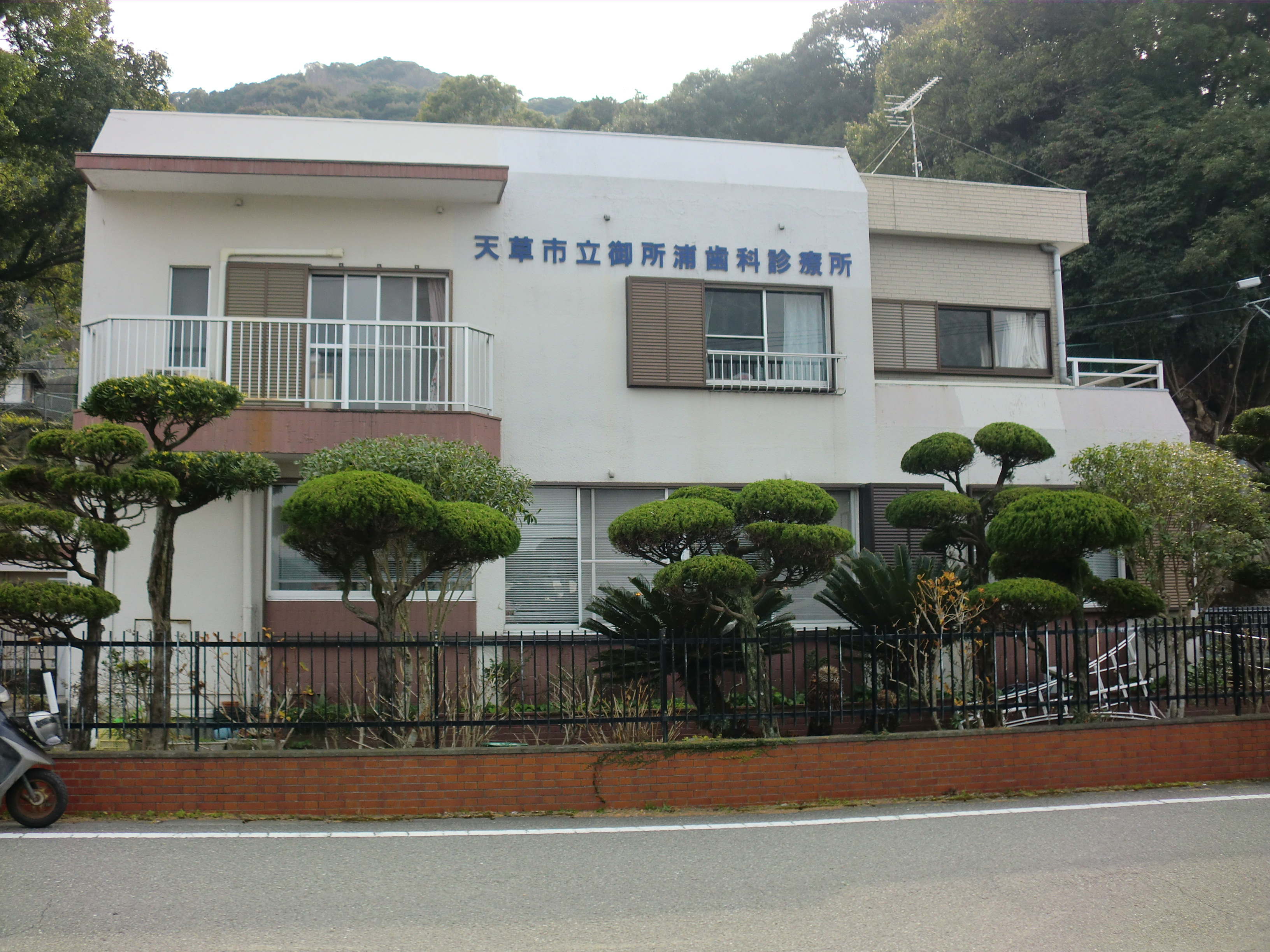
御所浦歯科診療所
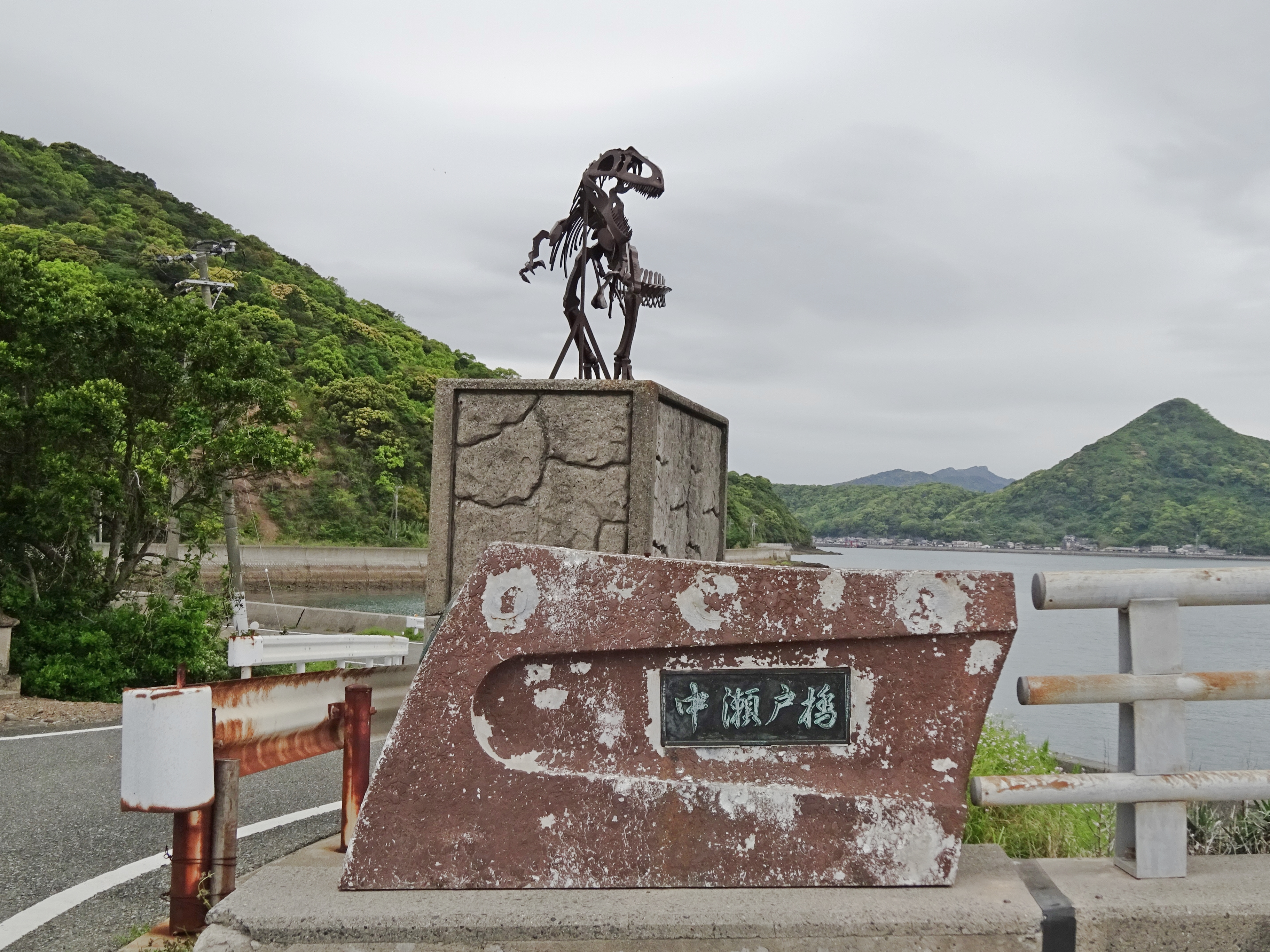
中瀬戸橋と恐竜の骨格像
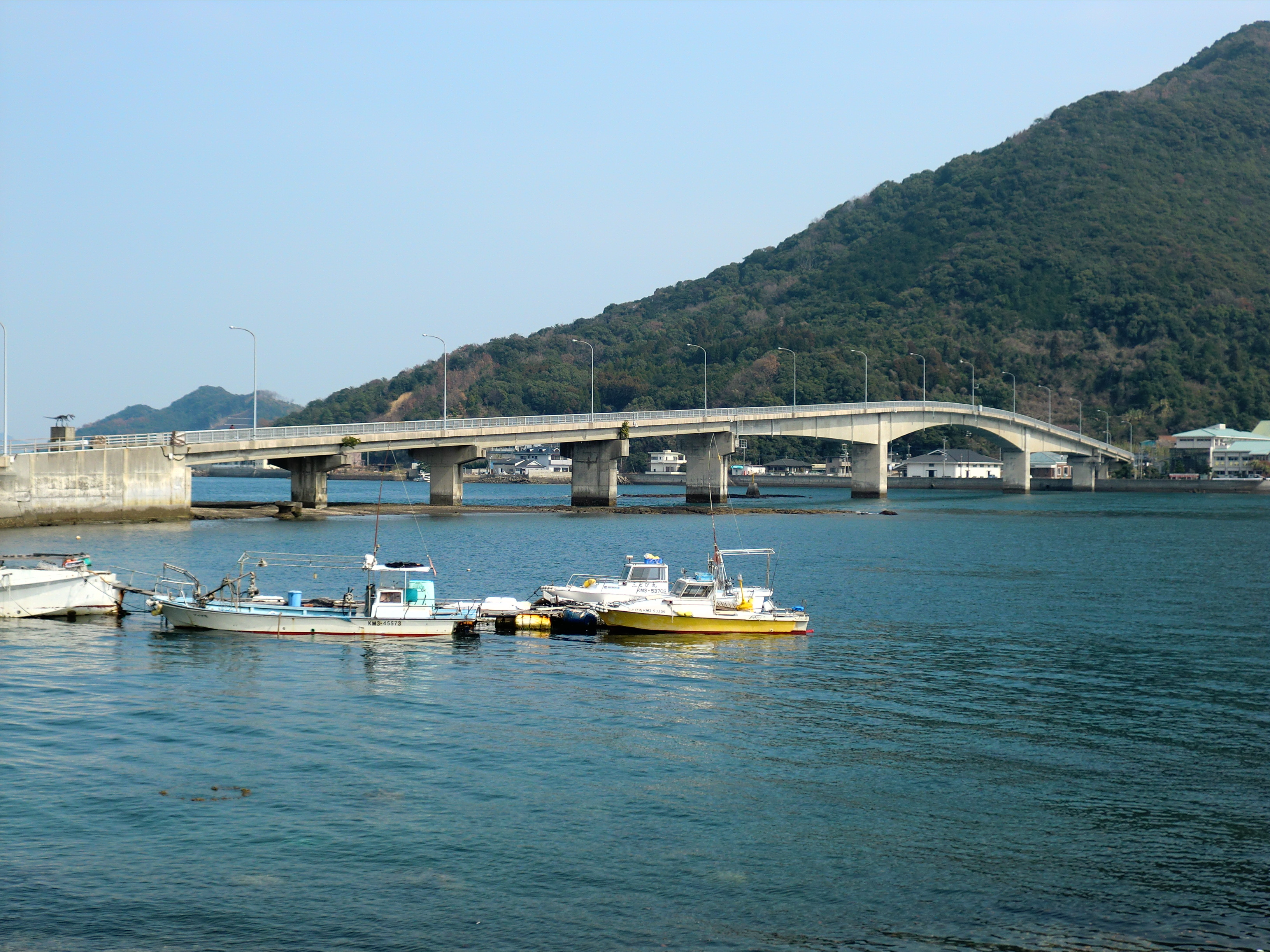
御所浦島と牧島を結ぶ中瀬戸橋（奥が御所浦島）